# La Survie de l'espèce
La Survie de l'espèce est un essai dessiné écrit par l'anthropologue Paul Jorion et par l'auteur de bande dessinée Grégory Maklès et illustré par ce dernier, paru en 2012 chez l'éditeur Futuropolis en collaboration avec Arte Editions. 

## Thème
L'ouvrage, qui dénonce les excès du capitalisme sauvage est présenté par l'éditeur (couverture de l'album) comme un « essai incisif, humoristique et pas complètement désespéré ». Les auteurs y tiennent des propos volontairement anticapitalistes,. 

## Publication
L'album est co-édité par Arte.
- La Survie de l'espèce, Futuropolis-Arte Editions, dessins de Grégory Maklès, scénario de Paul Jorion et Grégory Maklès, 2012  (ISBN 978-2-7548-0725-8)

## liens externes
- Ressource relative à la bande dessinée :   - BD Gest'